# Nur Diana Petra Abdullah
Sultanah Nur Diana Petra Abdullah ( سلطانة نور ديانا ڤيترا عبدالله) é a segunda esposa do sultão Muhammad V de Kelantan, da Malásia. Ela foi proclamada Sultanah de Kelantan (Rainha Consorte) em agosto de 2022. É estilizada como Sua Alteza a Sultanah de Kelantan.

## Biografia
Diana nasceu na República Tcheca em 25 de fevereiro de 1988 como Yana Yakoubka e nada mais se sabe de sua vida além disto. Segundo Oksana Voevodina, a que foi a terceira esposa do sultão, Diana e o sultão Muhammad V estão casados desde 2010.

## Casamento e ascenção como sultana
Diana casou-se com o sultão aparentemente em outubro de 2010, mas de acordo com Oksana Voevodina, a terceira esposa de Muhammad, com quem ele protagonizou um polêmico divórcio que ganhou as páginas de revistas e jornais no mundo todo, ela não poderia ter se casado naquele ano, uma vez que o divórcio de seu primeiro marido só teria sido finalizado em 2015.
Em 02 de agosto de 2022, de acordo com a Cláusula (1) Artigo 43 da Constituição de Kelantan (Parte Dois), Diana foi elevada de Princesa Consorte (Che Puan) para Sultana, o equivalente à Sultana Consorte. A proclamação foi lida por Datuk Ahmad Yakob em presença do secretário de Estado de Kelantan, Datuk Nazran Muhammad, e outras autoridades.

## Funções
Fez sua primeira aparição pública como sultana em 13 de setembro de 2022, quando recebeu um grupo de pessoas no Kubang Kerian State Palace.
Em setembro de 2022, ao lado da esposa do rei da Malásia, Tunku Azizah, e outras princesas (tengku), ela esteve no 8º Simpósio Têxtil Asiático no Palácio Istana Negara.
Em novembro de 2022 ela participou das comemorações do aniversário do marido.

## Polêmicas
Em fevereiro de 2020, Oksana Voevodina, que havia sido a segunda esposa do sultão, revelou para o canal russo Channel One, que dois dias após o casamento havia atendido a uma ligação no celular de Muhammad e acabou descobrindo que ele já era casado. "Uma mulher gritou comigo e disse para eu não atender o celular do marido, revelou, dizendo que a mulher se chamava Diana Petra e era de naturalidade tcheca". Muhammad teria então dito que Diana era sua ex-mulher e que eles estavam ainda acertando os detalhes da separação.
No final de 2019, Oksana, que reclamava então o reconhecimento da paternidade do filho que havia tido com Muhammad, também revelou que havia recebido ameaças de morte de Diana, que queria que ela interrompesse o processo de reconhecimento da paternidade e parasse de falar do caso do casamento e divórcio em seu Instagram.

## Títulos e honras

### Títulos
- Sua Graça Che Puan Nur Diana Petra Abdullah: 30 de outubro de 2010 a 1º de agosto de 2022
- Sua Alteza Sultanah Nur Diana Petra Abdullah, Sultanah de Kelantan: 02 de agosto de 2022 - presente[2]

### Honras e medalhas
- Destinatário (DK) da Ordem da Família Real (Al-Yunusi Star)
- Cavaleiro Grande Comandante (SPMK) da Ordem da Coroa de Kelantan (Al-Muhammadi Star)